# Lüderitz Waterfront

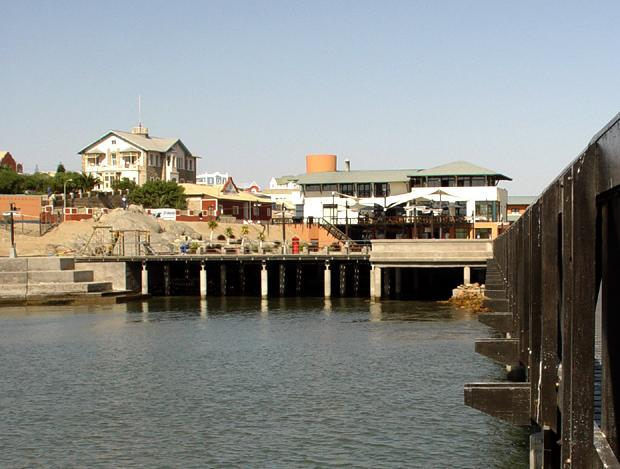
Teile der Lüderitz Waterfront (Phase 1)

Die Lüderitz Waterfront ist eine Waterfront und das größte Städtebauprojekt in der namibischen Küstenstadt Lüderitz. Die Waterfront wird von dem staatlichen Unternehmen Lüderitz Waterfront Development Company betrieben.

## Phase I
Der erste Abschnitt der Waterfront wurde im Jahr 2002, nach zweijähriger Bauzeit, eröffnet. Als Vorbild für die Waterfront gilt die Victoria & Alfred Waterfront in Kapstadt (Südafrika). Die Waterfront sollte vor allem dem wirtschaftlichen Aufschwung der Stadt, die inmitten der Namib liegt, dienen.

## Ausbau seit 2013 (Phase II)

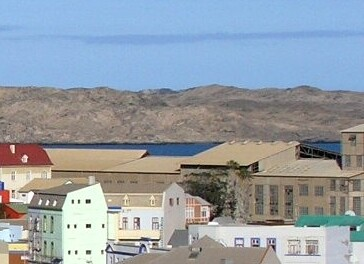
Altes Kraftwerk vor der Sanierung (braunes Gebäude)

Das ehemalige Kraftwerk aus der Kolonialzeit wird seit 2013 für 230 bis 280 Millionen Namibia-Dollar als Teil der Waterfront grundsaniert und ausgebaut. Die ersten Planungen hierfür hatten 2008 begonnen. Die Eröffnung war ursprünglich für 2016 geplant. Teile wurden ab 2023, nach Baukosten von 450 Millionen Namibia-Dollar, eröffnet. Im September 2024 wurde das Meereskunde-Museum, das größte Afrikas, eröffnet.
Hier soll eine Außenstelle der Namibia University of Science and Technology angesiedelt werden und rund 1500 Studienplätze der drei Fachrichtungen Tourismus, Meeresbiologie und Sportwissenschaften angeboten werden. Zudem soll der Gebäudekomplex unter anderem ein Sportzentrum sbeherbergen. Auch Wohnungen und ein Hotel sind geplant.
Das Gebiet der Phase II liegt etwa 650 Meter südlich der bestehenden Waterfront.